# 向柏榮
向柏榮，出生日期：1980年10月7日，身高：172cm，香港搏擊運動員、泰拳運動員，搏擊運動教練，現任中國香港綜合搏擊運動總會搏擊顧問、 香港武術聯會技術顧問。
向柏榮於2002年贏得香港歷史上首枚世界泰拳金牌；2007年，向柏榮成為首位出戰日本K-1的香港拳手， 以33秒極速擊敗日本空手道拳手，同年又奪得WMC洲際拳王金腰帶。
向柏榮太太曾海芬是香港首位獲認可的女泰拳教練，兒子向籽曦、女兒向籽嬴均為香港搏擊運動員。向柏榮的小姨兼徒弟曾海蘭，是香港武術運動代表隊成員。